# Enicospilus inflexus
Enicospilus inflexus là một loài tò vò trong họ Ichneumonidae.